# HESOKURI 〜オリジナルアルバム未収録集〜
『HESOKURI ～オリジナルアルバム未収録集～』（へそくり～オリジナルアルバムみしゅうろくしゅう～）は、フラワーカンパニーズの企画アルバム。 2025年7月9日、SMDR ALDELIGHTよりリリース。

## 概要
- フラワーカンパニーズ結成36周年、この間に発表された配信限定楽曲、数々のアーティストのトリビュート盤に参加した楽曲、シングル・カップリングに収録された楽曲等、オリジナル・アルバム未収録楽曲等を収録した企画アルバム。全19曲、75分[2]。

## 収録曲
全編曲：フラワーカンパニーズ
1. プライマル。 (3:59)
作詞・作曲：吉井和哉
初出：THE YELLOW MONKEYのトリビュート・アルバム「THIS IS FOR YOU〜THE YELLOW MONKEY TRIBUTE ALBUM」
2. ハートのレース (3:09)
作詞・作曲：鈴木圭介
初出：30thシングル「アメジスト/ハートのレース」
3. 友達 100 万人 (3:06)
作詞・作曲：鈴木圭介
初出：17thシングル「はじまりのシーン」
4. そら（この空はあの空につながっている） (6:22)
作詞・作曲：中川敬
初出：「ソウル・フラワー・ユニオン＆ニューエスト・モデル2016 トリビュート」
5. 青い吐息のように (4:23)
作詞：鈴木圭介　作曲：フラワーカンパニーズ
初出：初の配信限定シングル（2016年）
6. セミ・ロング (3:38)
作詞・作曲：グレートマエカワ
初出：28thシングル「気持ちいい顔でお願いします/セミ・ロング」
7. 天の神さまの言うとおり (4:02)
作詞：鈴木圭介　作曲：フラワーカンパニーズ
初出：29thシングル「天の神さまの言うとおり/スタンドアローン」
8. スターな男 (3:24)
作詞：阿部義晴　作曲：奥田民生
初出：UNICORNトリビュート・アルバム「ユニコーン・カバーズ」
9. アンテな (2:33)
作詞：鈴木圭介　作曲：鈴木圭介、グレートマエカワ
初出：23rdシングル「夜空の太陽」
10. ザッツオーライ (4:30)
作詞・作曲：鈴木圭介
初出：スプリット・シングル「ROCK TOWN BABY / ザッツオーライ」
11. 夜汽車のブルース (5:35)
作詞・作曲：遠藤賢司
初出：遠藤賢司トリビュート・アルバム「プログレマン」
12. スタンドアローン (4:20)
作詞・作曲：鈴木圭介
初出：29thシングル「天の神さまの言うとおり/スタンドアローン」
13. 飛び跳ねマーチ (3:48)
作詞：アッコ　作曲：ユウ
初出：GO!GO!7188トリビュート・アルバム「GO!GO!7188 Tribute - GO!GO! A GO!GO!」
14. 40 (3:32)
作詞・作曲：鈴木圭介
初出：21stシングル「元少年の歌」
15. 気持ちいい顔でお願いします (2:53)
作詞・作曲：鈴木圭介
初出：28thシングル「気持ちいい顔でお願いします/セミ・ロング」
16. すべての若さなき野郎ども (3:32)
作詞・作曲：鈴木圭介
初出：24thシングル「あまくない」
17. ディスイズナゴヤ (3:35)
作詞・作曲：グレートマエカワ
初出：配信限定シングル（2024年）
18. 失格（2013 Mix ver.） (5:01)
作詞・作曲：橘いずみ
初出：23rdシングル「夜空の太陽」
19. どっち坊主大会 (3:08)
作詞・作曲：鈴木圭介
初出：13thアルバム「チェスト! チェスト! チェスト!」